# Побирчия
Побирчѝя е провинциален служител по време на Втората българска държава – XIII-XIV век. Неговата длъжност е да събира данъци.
Длъжността се споменава в Мрачката грамота на цар Иван Александър от 1348 г. и в Рилската грамота на цар Иван Шишман от 1378 г.